# مسك وعنبر (فلم)
مسك وعنبر فيلم مصري لبناني من تأليف يوسف عيسى وإخراج أحمد ضياء الدين وانتج عام 1973.

## فكرة الفيلم
مسك، وصديقه شابان يحبان فتاتين من بنات العم، ويتصرفان بشكل ساذج ويدبران المقالب، حيث يتنكر مسك في زي نسائي كي يقنع عم الفتاة التي يحبها، ووالد الفتاة بأن العمة، عادت من المهجر، يقع العم في حب المرأة، ويطمع في ثروتها، ويوافق أن تتزوج الفتاتان من مسك وعنبر، يأتي خال عنبر كي ينافس العم، تأتى العمة الأمريكية نفسها من الولايات المتحدة، وتكتشف أن خال عنبر هو الحبيب الذي أحبته قبل سفرها، ويتفقان على الزواج، يوافق الأب على أن يتزوج مسك وصديقه من ابنتيه.

## طاقم العمل
- دريد لحام
- نهاد قلعي
- أحمد رمزي
- محمد رضا
- ناهد شريف
- نبيلة عبيد
- فريال كريم
- نادية جمال
- عصام رجي